# Harpendyreus tsomo
The Tsomo Blue (Harpendyreus tsomo) là một loài bướm ngày thuộc họ Bướm xanh. It is mainly được tìm thấy ở Lesotho, but also in Nam Phi nơi nó được tìm thấy ở high altitudes in the Orange Free State và the East Cape.
Sải cánh dài 17–22 mm đối với con đực và 18–23 mm đối với con cái. Con trưởng thành bay từ tháng 10 đến tháng 3, nhiều nhất vào from tháng 11 đến tháng 12.
Ấu trùng ăn young leaves, hoa và seeds of Mentha species.